# Rio Giumalău
O Rio Giumalău é um rio da Romênia, afluente do Rusca, localizado no distrito de Suceava.